# Chinen Kei
Chinen Kei (知念 慶 Chinen Kei, sinh ngày 17 tháng 3 năm 1995) là một cầu thủ bóng đá người Nhật Bản. Anh thi đấu cho Kawasaki Frontale.

## Sự nghiệp
Chinen Kei gia nhập câu lạc bộ tại J1 League Kawasaki Frontale năm 2017.

## Thống kê câu lạc bộ
Cập nhật đến ngày 22 tháng 2 năm 2018.
| Thành tích câu lạc bộ | Thành tích câu lạc bộ | Thành tích câu lạc bộ | Giải vô địch | Giải vô địch | Cúp                   | Cúp                   | Cúp Liên đoàn | Cúp Liên đoàn | Châu lục | Châu lục  | Tổng cộng | Tổng cộng |
| Mùa giải              | Câu lạc bộ            | Giải vô địch          | Số trận      | Bàn thắng    | Số trận               | Bàn thắng             | Số trận       | Bàn thắng     | Số trận  | Bàn thắng | Số trận   | Bàn thắng |
| Nhật Bản              | Nhật Bản              | Nhật Bản              | Giải vô địch | Giải vô địch | Cúp Hoàng đế Nhật Bản | Cúp Hoàng đế Nhật Bản | J. League Cup | J. League Cup | AFC      | AFC       | Tổng cộng | Tổng cộng |
| --------------------- | --------------------- | --------------------- | ------------ | ------------ | --------------------- | --------------------- | ------------- | ------------- | -------- | --------- | --------- | --------- |
| 2017                  | Kawasaki Frontale     | J1 League             | 4            | 1            | 3                     | 0                     | 2             | 1             | 0        | 0         | 9         | 2         |
| Tổng                  | Tổng                  | Tổng                  | 4            | 1            | 3                     | 0                     | 2             | 1             | 0        | 0         | 9         | 2         |